# Черёмушкинский рынок
Черёмушкинский ры́нок — продуктовый рынок в Москве на пересечении улицы Вавилова и Ломоносовского проспекта. Был построен в начале 1960-х годов с использованием передовой для того времени технологии: на перекрытия торговой площади без промежуточных опор были установлены железобетонные сводчатые оболочки. На торжественном открытии рынка в 1962-м присутствовали Леонид Брежнев и его жена Виктория Петровна, что сделало его легендой московской розничной торговли советской эпохи: известно, что члены семьи Брежневых лично приходили сюда покупать продукты.
В 1970-е годы часть торговых точек Черёмушкинского рынка по выходным дням сдавалась в ежедневную торговую аренду единоличникам — гражданам, выращивавшим в Подмосковье и в близлежащих регионах овощи и фрукты и по выходным дням приезжавшим продавать на рынок их излишки. Тогда же здание рынка показали в кино: его отобразили как цирк в фильме Ильи Фрэза «Приключения жёлтого чемоданчика».
В 1980-е годы торговлей на рынке стали заведовать представители грузинской диаспоры, специализировавшейся на розничной торговле. После распада СССР и приватизации здание оказалось под контролем одной из грузинских криминальных группировок. Рынок продолжал работать до конца 1990-х годов, после чего стал регулярно закрываться на ремонт, появилась информация о возможном прекращении его работы.
В начале 2000-х годов московские архитекторы Александр и Андрей Асадовы выдвинули проект строительства многофункционального здания на месте Черёмушкинского рынка, включавшего в себя новый рынок, современный торговый комплекс, многозальный кинотеатр с развлекательным центром, а также башню высотой 27 этажей под офисы и отель с панорамным рестораном и бассейном на крыше. Фасад башни, согласно проекту, должен был играть роль телеэкрана для трансляции рекламы и зрелищных мероприятий. Строительство «дома-телевизора» было намечено на 2003—2008 годы, инвестором выступала компания «Винэксим» (производитель водки «Путинка»). В 2005-м правительство Москвы подписало соответствующее постановление. На следующий год Черёмушкинский рынок, всё ещё контролируемый выходцами из Грузии, закрылся на проверку в связи с обострением российско-грузинских отношений. Вскоре деятельность торгового объекта была приостановлена под предлогом санитарной обработки, а в 2008 году городские власти объявили о сносе рынка.
В феврале 2009 года на рынке начался ремонт, планы по строительству «дома-телевизора» были свёрнуты — инвесторы не выполнили свои обязательства и не купили права на заключение договоров аренды земельных участков. Обновлённый Черёмушкинский рынок окончательно открылся в сентябре 2010-го — в День города Москвы.
Уже в 2011-м руководство рынка подало заявление в арбитражный суд Москвы о банкротстве, через год оно было официально удовлетворено. Основные активы предприятия купил Россельхозбанк. В 2017 году бизнесмен Мирослав Мельник выкупил у банка рынок и начал реновацию объекта без изменения его исторического облика и функциональности. В ходе работ убрали уличные павильоны, торговлю перенесли в капитальное здание. В 2018-м на территории рынка стали массово открываться кафе и рестораны.
По состоянию на конец 2018 года обновлённый Черёмушкинский рынок преобразован в торгово-гастрономический центр. По периметру находится фудкорт, состоящий из кафе русской, европейской, кавказской, узбекской, вьетнамской, японской, средиземноморской и мексиканской кухни, кофейни, пекарни, кулинарных лавок с авторскими продуктами. В центре — торговые ряды с мясом, рыбой и морепродуктами, овощами, фруктами (в том числе экзотическими), деликатесами, сырами и молочной продукцией. Цены на рынке выше средних по Москве. Периодически на территории рынка устраиваются мероприятия, например дегустации продуктов, творческие и гастрономические мастер-классы.